# Homecoming (film 2019)
Homecoming (stilizzato HΘMΣCΘMING; sottotitolato: A Film by Beyoncé) è un film del 2019 diretto da Beyoncé.
Il progetto cinematografico ripercorre il concerto tenuto dalla cantante presso il Coachella Valley Music and Arts Festival nel 2018. Il film è stato accolto positivamente dalla critica cinematografica, elogiandolo per la produzione e regia, venendo considerato tra i migliori film documentari tratti da concerti e tour, ricevendo sei candidature ai Primetime Emmy Awards, e vincendo un Grammy Award, un NAACP Image Award e un International Documentary Association Award. L'uscita del film coincide con quella dell'album live Homecoming: The Live Album.

## Antefatti
Il 4 gennaio 2017 Beyoncé è stata annunciata come headliner del Coachella Valley Music and Arts Festival, programmato nell'aprile dello stesso anno. Tuttavia, il 23 febbraio 2017 la cantante ha rinviato l'esibizione all'anno successivo, a causa delle preoccupazioni dei medici riguardo alla sua gravidanza di due gemelli, Siri e Rumi, la cui nascita è avvenuta nel giugno successivo. Il festival ha quindi sostituito Beyoncé con la collega Lady Gaga. Con la riprogrammazione del 2018, Beyoncé diventata la prima donna di colore ad essere headliner del festival e terza donna in tale ruolo, dopo Björk (2002 e 2007) e Lady Gaga.
Per le esibizioni del 14 e del 21 aprile 2018, Beyoncé si è esibita con 100 ballerini, oltre che con la partecipazione del marito Jay-Z, la sorella Solange, i membri delle Destiny's Child Kelly Rowland e Michelle Williams, è il cantante colombiano J Balvin. Beyoncé ha suonato un set di 26 canzoni per i 125.000 spettatori presenti e per 9 milioni di persone che hanno guardato il live-stream su YouTube e la successiva riproduzione nelle ventiquattrore successive.
Per l'impatto mediatico e culturale della presenza di Beyoncé al festival, la performance è stata ridefinita Beychella, dall'unione del nome della cantante e il titolo del festival. Secondo Nielsen SoundScan l'impatto del concerto ha generato uno dei più alti incrememti di vendite di brani digitali a seguito di una performance televisiva, stream o concerto dal vivo in meno di ventiquattro ore, rispettivamente del 767% per la discografia delle Destiny's Child e del 228% per la discografia di Beyoncé.

## Produzione
Il 3 aprile 2019 è stato riferito che Beyoncé stava lavorando a un progetto collaborativo con Netflix, legato alla sua performance al festival Coachella nel 2018.

## Promozione
Il 6 aprile 2019 Netflix ha presentato il progetto, postando sui social media un'immagine gialla con la scritta "Homecoming" e la data di uscita del film. Il trailer del film è stato pubblicato l'8 aprile, venendo visto da oltre 16,6 milioni di persone su tutti gli account di Netflix e sulla pagina Facebook di Beyoncé nelle prime 24 ore.

## Distribuzione
Diversi college e università afro-statunitensi hanno proiettato il film il 16 aprile, tra cui Howard e la Texas Southern.

## Colonna sonora
In contemporanea all'uscita del film, è stato pubblicato il disco Homecoming: The Live Album. L'album contiene 36 brani dal vivo, 2 interludi e 2 nuovi brani, una versione ufficiale di I Been On ed una cover di Before I Let Go dei Maze.

## Accoglienza e impatto

### Critica
Il film è stato acclamato dalla critica. Sull'aggregatore di recensioni Rotten Tomatoes ha un indice di gradimento del 98% con un voto medio di 8,93 su 10, basato su 55 recensioni, mentre su Metacritic ha un punteggio di 93 su 100, basato su 14 recensioni, che indica un "plauso universale".
Chris Richards del The Washington Post, scrive: "Se hai una password Netflix e altre due ore in più, sei pronto per uno dei più grandi film di concerti mai realizzati". Richard Roeper del Chicago Sun-Times, scrive: "Homecoming scoppietta e schiocca con la musica per far volare l'anima. Homecoming risuona come una vibrante lezione di storia e una celebrazione della danza e della musica strumentale e vocale. Homecoming è epico e tuttavia intimo, dolce e tuttavia sexy, provocatorio e tuttavia inclusivo, grintoso e tuttavia magico. Homecoming è uno dei migliori film per concerti mai realizzati".
The Guardian ha inserito il film a sesto posto de I 20 migliori film su un concerto (The 20 greatest concert film).
La pellicola è stata descritta come un "intimo e approfondito sguardo" al concerto, rivelando "la strada emotiva dal concetto creativo a un movimento culturale".
Distribuito su Netflix il 17 aprile 2019, il film è stato acclamato dalla critica.
Secondo Spencer Kornhaber del The Atlantic: "La combinazione del film Homecoming di spettacoli teatrali ben curati e segmenti dietro le quinte - intimi, combattuti, occasionalmente tesi, politicamente espliciti e personalmente specifici - ne fanno un documento che definisce la carriera".

## Riconoscimenti
Grammy Awards
- 2020 – Miglior film musicale

Primetime Emmy Awards
- 2019 – Candidatura al migliore speciale di varietà (preregistrato)
- 2019 – Candidatura alla migliore regia per uno speciale di varietà a Beyoncé Knowles-Carter and Ed Burke
- 2019 – Candidatura alla migliore direzione musicale a Beyoncé Knowles-Carter and Derek Dixie
- 2019 – Candidatura alla migliore sceneggiatura per uno speciale di varietà a Beyoncé Knowles-Carter
- 2019 – Candidatura alla migliore scenografia per uno speciale di varietà a Ric Lipson, Rachel Duncan e Andrew Makadsi
- 2019 – Candidatura ai migliori costumi per un programma di varietà, non fiction o reality a Marni Senofonte, Olivier Rousteing e Timothy White

IDA Documentary Awards
- 2019 – Miglior film documentario

NAACP Image Award
- 2020 – Miglior varietà (serie o speciale televisivo)
- 2020 – Candidatura al migliore documentario (Televisione - Serie o Speciale)